# Jonni Myyrä
Joonas Myyrä detto Jonni (Savitaipale, 13 luglio 1892 – San Francisco, 22 gennaio 1955) è stato un giavellottista finlandese, campione olimpico nel 1920 e 1924.

## Biografia
Nella sua prima Olimpiade del 1912 si classificò ottavo con un lancio di 51,33 metri.
Nel 1920 all'Olimpiade di Anversa vinse l'oro e ottenne il record olimpico della specialità, 66,78 metri. Ripeté l'oro nei Giochi olimpici del 1924 con 62,76 metri. Realizzò quattro primati del mondo: 62,76 nel 1914; 63,29 nel 1915; 65,55 nel 1919; 66,10 nel 1920.
Se Myyrä fu un eroe sportivo, molto diversa fu la sua vita, già nel 1922 scoppiò uno scandalo per varie insolvenze fiscali e, dopo i Giochi di Parigi, scappò negli Stati Uniti d'America, dove visse fino al 1955, quando morì a San Francisco.